# The 2nd Law: Isolated System
"The 2nd Law: Isolated System" —en español "La 2.ª ley: Sistema aislado"— o simplemente conocida como "Isolated System", es una canción de la banda británica de rock alternativo de origen inglés Muse, cuyo track está incluido en su sexto álbum de estudio The 2nd Law. El video se estrenó el 2 de octubre de 2012, un día después del estreno del álbum.
La canción también aparece en la película World War Z (2013) como tema principal.

## Descripción
Matt la describe así: "Es el ruido de la humanidad en un planeta diminuto en medio de la nada. Es como dar vueltas pacífica y tranquilamente en el espacio y luego llega un pequeño bache. Yo lo veo como a la deriva lejos del planeta y entrar en la tranquilidad de lo que realmente va a suceder en el final de todo, que es la nada."
Esta canción no incluye voz, la parte principal es el piano y termina con la voz de una mujer que repite "isolated system, isolted system...".
También se puede escuchar, al igual que en el inicio de la canción "Follow Me", los latidos del corazón de Bingham (hijo de Bellamy) en el minuto 2:00 y, al final, en el 4:20.

## Video musical
El video muestra a un grupo de personas, las mismas de la escena central de "Unsustainable", que al parecer huyen del "fin" que le toca al mundo inmerso en el sistema de vida actual. Al final solo queda una chica, la cual luego de haber luchado con todas sus fuerzas, se inmola y cae en el "seguidor".